# Fricativa velar sonora
| Fricativa velar sonora | Fricativa velar sonora |
| ---------------------- | ---------------------- |
| AFI – número           | 141                    |
| AFI – Unicode          | ɣ                      |
| AFI – imagem           |                        |
| Entidade HTML          | &#611;                 |
| X-SAMPA                | G                      |
| Kirshenbaum            | Q                      |
| Som Exemplo            |                        |

A consoante fricativa velar sonora é um tipo de fone consonantal empregados em alguns idiomas. Seu símbolo no Alfabeto Fonético Internacional é o ɣ, uma variante da letra grega γ (gama minúscula), este símbolo se assemelha com um outro símbolo AFI, o ɤ que representa a vogal posterior semifechada não arredondada, e seu equivalente X-SAMPA é G. O símbolo ɣ também costuma ser usado para representar o fone aproximante velar, adicionando ao símbolo um diacrítico que indica sons abertos, assim: [ɣ̞] ou [ɣ˕], apesar de que existe um símbolo AFI apropriado para representar este fonema, o [ɰ].
Existe também uma fricativa pós-velar sonora, também chamada de pré-uvular, em algumas línguas. Para a fricativa pré-velar sonora, também chamada de pós-palatal, consulte a fricativa palatal sonora.

## Características
- O modo de articulação é fricativo, que significa que é produzido contraindo o fluxo de ar através por um canal apertado no ponto de articulação, causando uma turbulência.
- O ponto de articulação é velar, que significa que é articulado com a parte de trás da língua contra o palato mole.
- A fonação é sonora, que significa que as cordas vocais vibram durante a articulação.
- É uma consoante oral, sonante, que significa que permite que o ar escape pela boca.
- É uma consoante central, que significa que é produzido permitindo a passagem da corrente de ar fluir pelo meio da língua ao invés das laterais.
- O mecanismo de ar é egressivo, que significa que é articulado empurrando o ar para fora dos pulmões através do aparelho vocal.

## Ocorrências
| Língua      | Língua      | Palavra    | AFI         | Significado     | Notas                                                                                 |
| ----------- | ----------- | ---------- | ----------- | --------------- | ------------------------------------------------------------------------------------- |
| Árabe       | Árabe       | غرفة       | [ˈɣurfɐ]    | 'sala'          | Também pode ser pós-velar ou uvular dependendo do dialeto.                            |
| Azeri       | Azeri       | ağac       | [aɣadʒ]     | 'árvore'        |                                                                                       |
| Catalão     | Catalão     | bolígraf   | [buˈliɣɾəf] | 'esferográfica' |                                                                                       |
| Checheno    | Checheno    | гӀала/ġala | [ɣaːla]     | 'cidade'        |                                                                                       |
| Georgiano   | Georgiano   | ღარიბი     | [ɣɑribi]    | 'pobre'         | Também pode ser pós-velar ou uvular.                                                  |
| Grego       | Grego       | γάλα       | [ˈɣala]     | 'leite'         |                                                                                       |
| Guzerate    | Guzerate    | વાઘણ        | [ʋɑ̤̈ɣəɽ̃]     | 'tigresa'       |                                                                                       |
| Hindi       | Hindi       | ग़रीब        | [ɣəriːb]    | 'pobre'         |                                                                                       |
| Holandês    | Holandês    | gaan       | [ɣaːn]ⓘ     | 'ir'            | Mais comum nos dialetos do norte.                                                     |
| Irlandês    | Irlandês    | dhorn      | [ɣoːɾˠn̪ˠ]   | 'pulso'         |                                                                                       |
| Japonês     | Japonês     | はげ       | [haɣe]      | 'calvície'      | Apenas quando falado rapidamente.                                                     |
| Navajo      | Navajo      | ’aghá      | [ʔaɣa]      | 'melhor'        |                                                                                       |
| Pachto      | Pachto      | غاتر       | [ɣɑtər]     | 'mula'          |                                                                                       |
| Persa       | Persa       | کاغذ       | [kɒɣæz]     | 'papel'         |                                                                                       |
| Polaco      | Polaco      | niechże    | [ɲeɣʐɛ]     | 'supor'         |                                                                                       |
| Português   | Europeu     | agora      | [əˈɣorə]    | 'agora'         | Alofonia de /ɡ/ nos dialetos do centro e do norte. Ver fonologia da língua portuguesa |
| Romani      | Lituano     | γoines     | [ɣoines]    | 'bom'           |                                                                                       |
| Romeno      | Dobruja     | vin        | [ɣin]       | 'vinho'         | Substitui o v nas áreas rurais de Dobruja                                             |
| Sardo       | Nuoresa     | súghere    | [ˈsuɣɛrɛ]   | 'sugar'         |                                                                                       |
| Sindi       | Sindi       | غم         | [ɣəmʊ]      | 'tristeza'      |                                                                                       |
| Suaíli      | Suaíli      | ghali      | [ɣali]      | 'caro'          |                                                                                       |
| Tajique     | Tajique     | ғафс       | [ɣafs]      | 'grosso'        |                                                                                       |
| Tupi antigo | Tupi antigo | ygara      | [ɨ.ˈɣa.ɾa]  | canoa           | Apenas depois de [ɨ] e antes de uma vogal.                                            |
| Turco       | Turco       | ağaç       | [aɣatʃ]     | 'árvore'        | Alguns dialetos                                                                       |
| Urdu        | Urdu        | غریب       | [ɣəriːb]    | 'pobre'         |                                                                                       |
| Vietnamita  | Vietnamita  | ghê        | [ɣe]        | 'horror'        |                                                                                       |